# Chryselium gnaphalioides
Chryselium gnaphalioides es la única especie del género Chryselium, pertenece a la familia de las compuestas, nativa de América del Sur.

## Descripción
Hierbas arrosetadas, monoicas, estoloniferas. Tallos erectos, no ramificados, hojosos, lanosos blanquecinos. Hojas discoloras, haz ligeramente lanuginoso a glabrescente, envés densamente tomentoso;caulinares sésiles, lineares a estrechamente oblanceoladas, margen plana, ápice agudo-mucronado; hojas basales estrechamente oblanceoladas a oblanceoladas. Sinflorescencia en corimbos terminales densos rodeados por hojas. Capítulos heterógamos, disciformes. Involucro campanulado; con 4-5 series de filarias. Filarias con los ápices prolongados en una lámina petaloide color blanco crema; esteroma no dividido; con la base lanuginosa; filarias externas ovadas a lanceoladas; filarias internas linear-lanceoladas. Receptáculo plano, epaleáceo. 50-75 flores pistiladas o femeninas; corola blanquecina con las puntas moradas, filiforme. 6-15 flores bisexuales o hermafroditas; corola con ápices morados, tubular. Anteras sagitadas con colas cortas, apéndice apical obtuso. Ramas del estilo truncadas, peniciliadas. Aquenios oblongos, glabros. Pappus monomórfico, con cerdas escabridas, células apicales subclavadas, cerdas fusionadas en la base.

## Taxonomía
Chryselium gnaphalioides fue descrito por primera vez bajo el nombre Helichrysum gnaphalioides por Karl Sigismund Kunth en Nova Genera et Species Plantarum (folio ed.) 4: 68, tab. 330 (1820). En 2019 Susana Edith Freire y Estrella Uturbey en base a estudios filogenéticos y morfológicos transfirieron la especie a un nuevo género, Chryselium publicado en Systematic Botany 44(1): 326 (2019).

### Etimología
Chryselium: es un anagrama del nombre Elichrysum que es la ortografía original de Helichrysum.
gnaphalioides: epíteto latino que refiere a la similitud de la especie con el género Gnaphalium.

### Sinónimos
- Antennaria gnaphalioides (Kunth) Standl. & R.Knuth
- Antennaria monoica Wedd.
- Gnaphalium antennarioides DC.
- Gnaphalium gnaphalioides (Kunth) Beauverd
- Helichrysum gnaphalioides Kunth
- Leontopodium gnaphalioides (Kunth) Hieron.
- Leontopodium monoicum Benth. & Hook.f.
- Pseudognaphalium antennarioides (DC.) Anderb.